# Juan José Rondón
 (octobre 2013).
Juan José Rondón Delgadillo, né à Santa Rita de Manapire, dans l'actuel État de Guárico au Venezuela en 1790 et mort à Valencia au Venezuela  en 1822, est un militaire vénézuélien, colonel de l'armée républicaine de Simón Bolívar durant les guerres d'indépendance du Venezuela et de la Colombie. Il se distingue principalement lors de la bataille du Pantano de Vargas le 25 juillet 1819, épisode décisif de la campagne libératrice de la Nouvelle-Grenade.  
Il est enterré au Panthéon national du Venezuela.